# 2022年愛達荷州副州長選舉
2022年愛達荷州副州長選舉於2022年11月8日舉行，以選舉愛達荷州的下一任副州長。 現任共和黨副州長珍妮絲·麥吉欽，在2018年中首次當選，他選擇放棄連任轉而競選州長但卻失敗。共和黨已經贏得了前10次選舉。
全州初選於2022年5月17日舉行